# أسماك الشمس
أسماك الشمس (الاسم العلمي: Centrarchidae)، فصيلة أسماك من رتبة الفرخيات تعيش في المياه العذبة. تتألف الفصيلة من 38 نوعًا،34 منها (حي حاليًا) موطنها أمريكا الشمالية.